# Graffiti d'Italia
Graffiti d'Italia è la prima composizione poetica dello scrittore e poeta irlandese Oscar Wilde che pubblicò nel 1877.

## Storia
Wilde di ritorno dal viaggio In Grecia del 1877, imbarcandosi per Napoli giunse a Roma dove incontrò il Papa Pio IX. Fu proprio questo incontro la musa ispiratrice di Wilde che lo convinse, appena possibile, a scrivere un altro sonetto. In passato ne aveva scritti diversi ma nessuno di loro fu mai pubblicato, soltanto successivamente fece una raccolta intitolata Poems. Il sonetto fu inviato allo stesso Papa in copia. L'amico di Wilde Hunter Blair, che da tempo lottava con il ragazzo nella speranza, poi dimostrata vana, di indirizzarlo verso la fede cattolica, inviò un'altra copia al direttore del "The Month", fu quindi pubblicata e il titolo in lingua italiana fu Graffiti d'Italia.

## Diffusione
L'opera, scritta inizialmente prevedeva soltanto un atto "San Miniato" (il titolo completo era Graffiti d'Italia: I. San Miniato) fu successivamente diviso in due sonetti più piccoli per una seconda pubblicazione in poems nel 1881, la divisione prevedeva oltre all'originale anche un altro sonetto "By the Arno". I critici hanno notato come nella pubblicazioni le due poesie vengono divise da oltre 100 pagine come se l'autore volesse in tutti i modi nascondere quella prima pubblicazione.